# Tsholofelo Thipe
Tsholofelo Thipe, född Selemela 9 december 1986, Rustenburg, Nordvästprovinsen, Sydafrika, är en sydafrikansk sprinter, som specialiserat sig på 400 meter. Hon fick en personlig bästa tid på 51,15 sekunder genom att vinna 400 meters-evenemanget vid Sydafrikanska mästerskapen 2009 i Stellenbosch.

## Karriär och utbildning
Thipe var en av de första svarta kvinnorna som representerade Sydafrika på banan, när hon tävlade på 400 meter vid Olympiska sommarspelen 2008 i Peking. Hon sprang i sjätte heatet mot sju andra idrottare, inklusive Jamaicas Novlene Williams-Mills och Storbritanniens Nicola Sanders, som båda var stora favoriter i detta evenemang. Hon avslutade loppet på sjätte plats, sjuttiotre hundradelar (0,73) av en sekund före Albaniens Klodiana Shala, med tiden 54,11 sekunder. Thipe misslyckades med att gå vidare till semifinalen, eftersom hon placerade sig som fyrtiotredje totalt.
Thipe försökte också kvalificera sig för sitt andra OS, Olympiska sommarspelen 2012 i London. Hon slutade femma i finalen på 400 meter vid afrikanska friidrottsmästerskapen 2012 i Porto-Novo, Benin. Hennes tid på 52,26 sekunder var dock otillräcklig för att säkra henne en plats vid OS. Den 16 oktober 2012 var Thipe bland de tio sydafrikanska idrottare som hade misslyckats med drogtestet för förbjudna ämnen, inklusive norandrosteron, från afrikanska mästerskapen. Hon skyllde på landslagets läkare för att hon förskrev ett p-piller som heter Norlevo, som innehåller det förbjudna ämnet, och anklagade Athletics South Africa (ASA) för att de hade gjort fel när de avslöjade resultatet av hennes dopningstest för media, innan hon kallades till en utfrågning där hon kunde försvara sig.
Thipe är medlem i Royal Bafokeng Athletics Club i Rustenburg. Hon tränas av sin man, Eugene Thipe, som också tränar sprintern och nationella rekordhållaren Simon Magakwe, en trefaldig finalist vid afrikanska friidrottsmästerskapen.